# IC 4085
IC 4085 је елиптична галаксија у сазвјежђу Ловачки пси која се налази на листи објеката дубоког неба у Индекс каталогу.
Деклинација објекта је + 39° 42' 12" а ректасцензија 13h 1m 38,1s. Привидна величина (магнитуда) објекта IC 4085 износи 15,0 а фотографска магнитуда 16,0. IC 4085 је још познат и под ознакама NPM1G +39.0308, PGC 3088120.